# Helicobia giovannolii
Helicobia giovannolii är en tvåvingeart som beskrevs av Carroll William Dodge 1965. Helicobia giovannolii ingår i släktet Helicobia och familjen köttflugor.
Artens utbredningsområde är Bahamas. Inga underarter finns listade i Catalogue of Life.